# Nagoć rożkowata

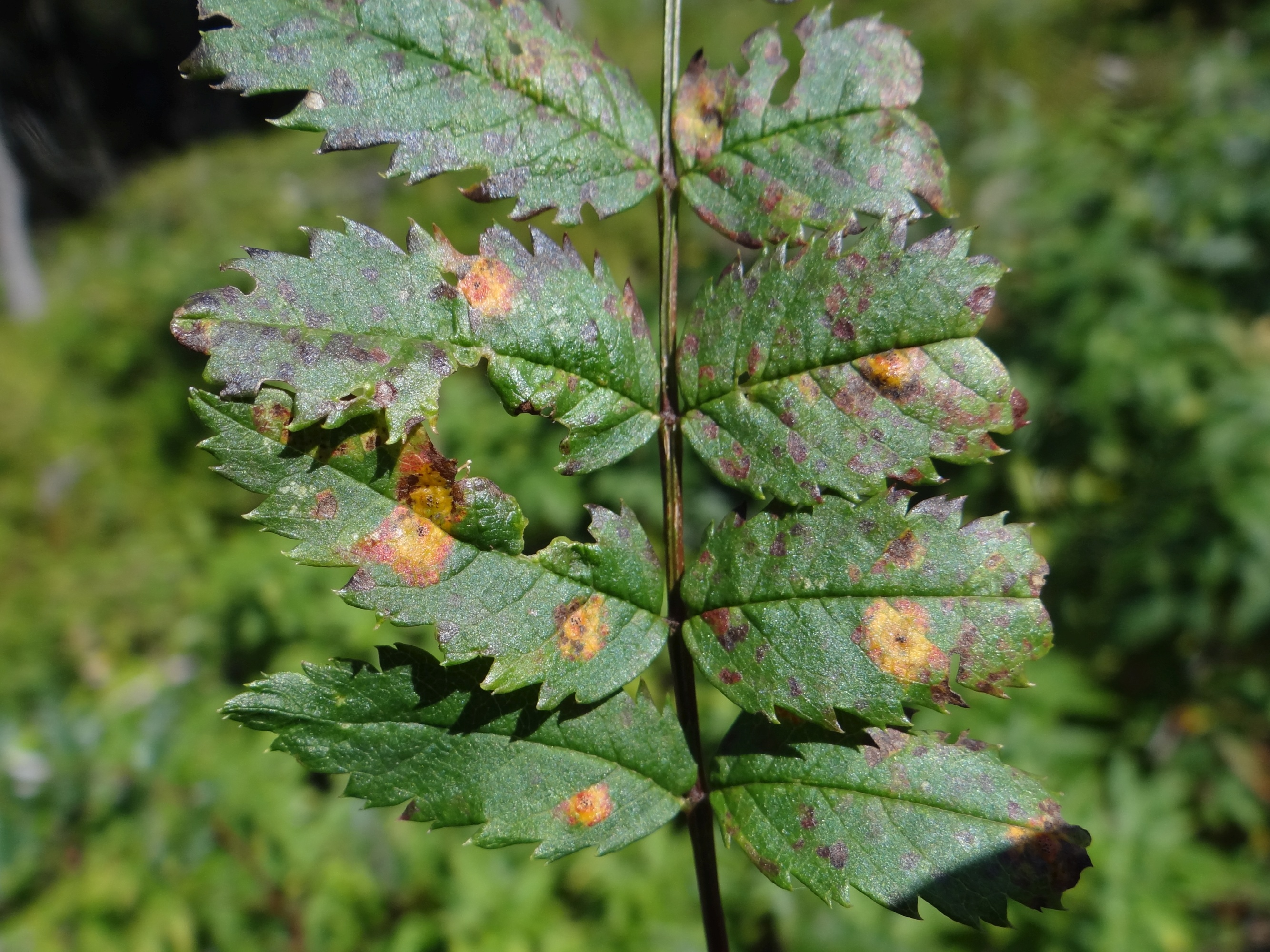
Plamy ze spermogoniami na liściach jarzębiny

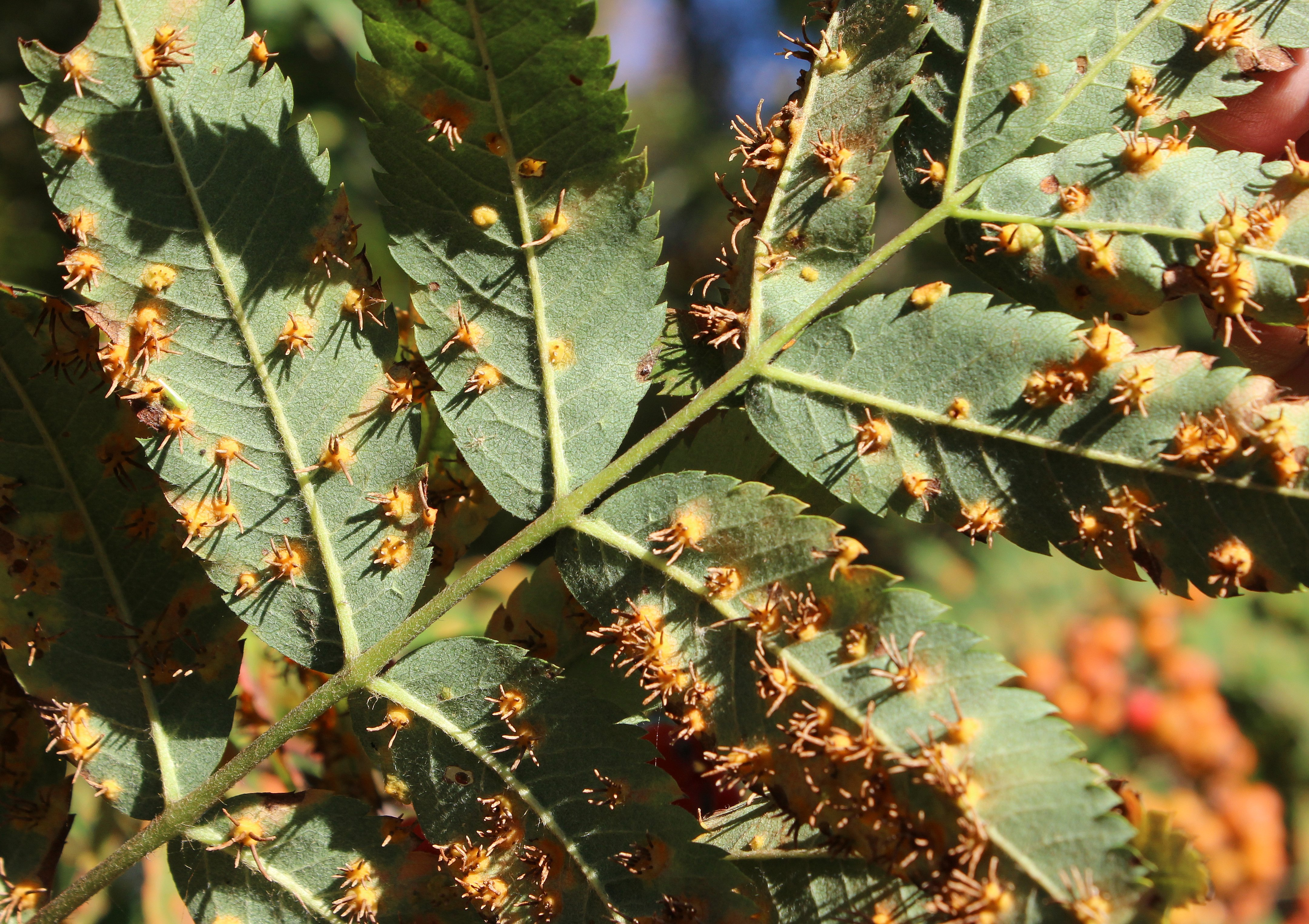
Ecja

Nagoć rożkowata (Gymnosporangium cornutum Arthur ex F. Kern) – gatunek grzybów z rzędu rdzowców (Pucciniles).

## Systematyka i nazewnictwo
Pozycja w klasyfikacji według Index Fungorum: Gymnosporangium, Pucciniaceae, Pucciniales, Incertae sedis, Pucciniomycetes, Pucciniomycotina, Basidiomycota, Fungi.
Niektóre synonimy:

- Aecidium cornutum Pers. 1801
- Caeoma cornutum (Pers.) Schltdl. 1824
- Ceratitium cornutum (Pers.) Rabenh. 1851
- Gymnosporangium cornutum Arthur 1910
- Roestelia cornuta Fr. 1849

W 1849 r. Elias Fries opisał nowy gatunek grzyba – Roestelia cornuta. Później okazało się, że jest to bezpłciowo rozmnażająca się forma Gymnosporangium cornutum, czyli anamorfa tego gatunku.

## Rozwój
Jest to pasożyt dwudomowy, czyli taki, który dla pełnego cyklu rozwojowego potrzebuje dwóch gatunków roślin żywicielskich: część rozwoju odbywa na jarzębinie, a część na jałowcu pospolitym. W rodzinie rdzowatych pełny cykl rozwojowy obejmuje wytwarzanie 5 rodzajów zarodników, G. cornutum wytwarza ich tylko 4 (brak urediniospor), jego cykl rozwojowy jest więc nieco uproszczony.
Zimuje w postaci grzybni na pędach jałowca. Wiosną na jałowcu z grzybni rozwijają się telia wytwarzające teliospory. W kwietniu-maju teliospory kiełkują tworząc podstawki. Na podstawkach wytwarzane są drogą płciową bazydiospory, dokonujące infekcji na liściach jarzębiny. W miejscach, w których bazydiospory wniknęły do liści jarzębiny, powstają pomarańczowoczerwone plamy z czarnymi punkcikami – są to spermogonia w których powstają spermacja. Na dolnej stronie liści rozwijają się pod plamami ecja, wytwarzające bezpłciowo zarodniki zwane ecjosporami. Rozwój ecjów trwa około 4 miesięcy. Jesienią przenoszone przez wiatr ecjospory infekują pędy jałowca i w następnym roku po infekcji rozwijają się w nich teliospory.
Na pędach jałowca grzybnia G. cornutum może rozwijać się przez wiele lat i co roku wytwarzać nowe generacje teliów. Zakażają one jarzębinę w warunkach dużej wilgotności powietrza. Na liściach jarzębiny rozwijają się tylko od wiosny do jesieni, ale w następnym roku liście mogą być zainfekowane nową generacją teliów. Brak urediniospor powoduje, że nie występują infekcje wtórne.

## Morfologia
Ecja rozwijają się na dolnej stronie liści jarzębiny, pod pomarańczowoczerwonymi plamami widocznymi na górnej stronie liści. Początkowo mają postać żółtych nabrzmień, później stopniowo powiększają się i ciemnieją zmieniając barwę na ochrową. Rozwijają się na nich ogniki o szerokości około 1 mm i zagłębione na 1–2 mm w tkance liścia. Ich ściana o kształcie lekko zgiętego rożka wystaje na wysokość do 10 mm nad nabrzmieniem. Na jednym nabrzmieniu występuje wiele takich rożków, zazwyczaj ustawionych koliście. W środku są one puste. Gdy dojrzeją pękają, tworząc poszarpaną rurkę, przez którą wydostają się ecjospory. Są grubościenne, mają owalny, szeroko elipsoidalny lub graniasty kształt, gładką powierzchnię i wielkość od 18 do 25 µm.
Telia na pędach jałowca mają postać wrzecionowatych zgrubień.
W Polsce na liściach niektórych drzew i krzewów z rodziny różowatych występuje 5 gatunków nagoci. Na liściach jarzębiny może występować jeszcze nagoć trzęsakowata (Gymnosporangium tremelloides). Na liściach gruszy ecja tworzy nagoć sawinowa (Gymnosporangium sabinae) i nagoć goździeńcowata (Gymnosporangium clavariiforme), na liściach głogu Gymnosporangium confusum.

## Występowanie
Jest pasożytem jarzębiny i jałowca pospolitego. Największe szkody wyrządza jarzębinie, na której rozwija się anamorfa. Porażone pąki liściowe i liście jarzębiny przedwcześnie usychają, młode gałązki zniekształcają się, a owoce opadają przed dojrzeniem.
Spermogonia i ecja rozwijają się na następujących gatunkach jarzębów: jarząb pospolity (Sorbus aucuparia), jarząb nieszpułkowy (Sorbus chamaemespilus), jarząb domowy (Sorbus domestica), jarząb szerokolistny (Sorbus latifolia) jarząb pośredni (Sorbus hybrida), jarząb szwedzki (Sorbus intermedia), Sorbus mougeotii, Sorbus umbellata. Telia powstają na jałowcu pospolitym (Juperus communis) i jałowcu sztywnym (Juniperus rigida).